# Szervezeti kultúra
A szervezeti kultúra lényegében egyfajta szociális összetartó erő, látható és láthatatlan elemekkel. Az ezekből az elemekből felépített erős szervezeti kultúra alakítja az intézmény, szervezet munkatársainak identitás és környezettudatát, pozitív hatásként elősegítheti a célokkal való azonosulást, valamint stabilitást és egyszerűséget eredményez, ahogy a kultúrát általánosságban is a múlt történelmének, a jelen cselekedeteink és hozzáállásaink, valamint jövőnkről alkotott elképzeléseink összességének tekinthetjük,

## Szervezeti kultúra meghatározásai
A szervezeti kultúra fogalmát a vezetéstudomány jelentős gondolkodói, sokféleképpen határozták meg. Néhány példa: 
- - A vállalaton belül gyakorolt vezetési stílus és a vállalati élet szokásainak összessége (Réthy I.-Radó A. ~ Károly Róbert Főiskola, Gazdálkodási Kar, Marketing és Vezetéstudományi Tanszék, Gyöngyös, 2004)
  - Értékek, célok, nézetek, ismeretek (Bauer A.-Berács J.:Marketing Aula. Budapest, 1992.)
  - Szervezet, stratégia, munkaerő, vezetési stílus, rendszerek, eljárások, koncepciók, értékrendszer (Peters, T.J.: A siker nyomában. Közgazdasági és Jogi Kiadó Budapest, 1990)
  - Tudat, szemlélet, vezetési elvek, szervezet működése, munka-környezet, technika, technológia, alkalmazkodó képesség (Joó L.: A vállalati kultúra a gazdasági sikerek szolgálatában. Szakszervezetek Fővárosi művelődési Háza Budapest, 1987)
  - Előfeltevés, hiedelmek, értékek, rituálék, szimbólum, tárgyak (Bakacsi-Balaton-Dobák-Máriás (szerk.).: Vezetés- szervezés. Aula. Budapest, 1991)
  - Hitek, értékek, magatartás (Csath M.: Stratégiai tervezés és vezetés. Leadership kft. Sopron-Budapest, 1993)
  - Viselkedés váratlan döntési helyzetben (Csath M.: Stratégiai vezetés-vállalkozás. Közgazdasági és Jogi Kiadó Budapest, 1990)

## A szervezet kulturális szerkezete
A szervezeti kultúra keretében sokan vizsgálták azt, hogy a szervezet tagjainak különböző kulturális háttere milyen befolyással van a szervezet egészére, azaz, hogy szükség van-e egy egységes szervezeti kultúra kialakítására (mint azt az IBM esetében szigorú öltözködési formák és napi istentisztelethez hasonló vállalati nagygyűlések, sőt egy IBM himnusz Archiválva 2005. november 24-i dátummal a Wayback Machine-ben Archiválva 2005. március 17-i dátummal a Wayback Machine-ben Archiválva 2005. március 17-i dátummal a Wayback Machine-ben éneklésével is próbálták elérni), vagy elképzelhető az, hogy a kultúrák egymás mellett éljenek (amit napjainkban új vallásként kezelt „diversity”(angol: sokféleség) irányzat képvisel). E kutatások eredménye az lett, hogy a kis szervezetektől eltérően a nagy szervezetekben egyidejűleg több eltérő szervezeti kultúra érvényesülhet, míg a nagy multinacionális cégek gyakran egységes kultúra kialakítására törekednek. Mindenesetre azt megállapították, hogy egy adott kultúra kialakulásához közel egy évtized szükséges, és gyakran a vállalati vezetés a szervezetet a szervezeti kultúra fejlesztésén keresztül – az informális információ- és kapcsolatrendszerek figyelembevételével – igyekszik irányítani.

## A szervezeti kultúra alaptípusai
| ▲ Visszacsatolás sebessége ▼ | gyors | Dolgozz és játssz keményen |  | Kemény fickó, macsó karakter |
| ▲ Visszacsatolás sebessége ▼ |       |                            |  |                              |
| ▲ Visszacsatolás sebessége ▼ | lassú | Folyamat                   |  | Fogadj a cégedre             |
|                              |       | alacsony                   |  | magas                        |
|                              |       | ◄ A kockázat mértéke ►     |  |                              |

- Kemény fickó, macsó karakter: Magas kockázat, azonnali visszacsatolás. Az ilyen légkörben rendszerint nincs együttműködés, mindenki rivális és a nagy rohanásban nincs idő a hibákból tanulni. Erre példák lehetnek a reklámkampányok, beruházások (rossz példa!!) és a nagy költségvetésű filmforgatás is.
- Dolgozz keményen – játssz keményen: Némi kockázat, gyors visszacsatolás. Az ilyen légkört a „kitartás a siker kulcsa” mottó jellemzi, általában barátságos, társaságkedvelők kultúra uralkodik. Példák: kereskedelmi vállalatok, személyes árusítás és tömegcikk forgalmazás.
- Fogadj a cégedre mentalitás a nagy horderejű döntések környezetében jellemző, ahol hosszú-távú ellenőrizhetőséggel és állandó nyomás alatt élnek a döntéshozók. Példák: olajcégek, befektetési bankok és építészeti vállalatok.
- Folyamat kultúra a „nyugdíjas” cégekre jellemző, ahol a kockázat alacsony, a visszacsatolás kevés és a vezetők a „hogyanra” koncentrálnak, az alkalmazottakat óvatosság, rend, pontosság és aprólékosság jellemzi. Példák: bankok és kormányzati testületek. (Bővebben lásd: Folyamatmenedzsment)

## A szervezeti kultúra elemzése
A szervezeti kultúra elemzésekor a kultúra tartalma, megnyilvánulásai és értelmezései között egymásrahatási kapcsolati kört figyelhetünk meg: A kultúra tartalmát képező lényeges, fontos közös értelmezések megléte megalapozza annak további fejlődését (terjedését, „berögződését”), mely a kultúra megnyilvánulásaiban fejeződik ki (a használt tárgyak, beszéd modor, kifejezések -szervezeti zsargon, virágnyelv, szóhasználat- viselkedés és magatartási normák, sőt még hasonló érzelmek tekintetében is). Ezek a megnyilvánulások határozzák meg a kultúra értelmezését (hogy- és milyen kérdéseket teszünk fel, a kialakult helyzetek megfigyelési módozataiban, a megértési folyamatban és az érzések kialakulásában). Ez az értelmezési folyamat az információ befogadásával, feldolgozásával a jelentéstartalmak kikövetkeztetését eredményezi, ami a kultúra kialakulásához vezet, s ezzel a kör bezárul.
Megjegyzendő, hogy egy adott kultúra elemzésekor fontos megjelölni azt, hogy külsőleg, vagy belsőleg vizsgáljuk-e azt. A két módszer között bizonyos esetekben lényeges eltérések alakulhatnak ki, amit csak a határok pontos kijelölésével lehet elkerülni. A külső elemzés az adott kultúra és külső környezetének hatásait vizsgálhatja csak tárgyilagosan, míg a belső elemzés a szervezeten belüli kapcsolatrendszereket és információs folyamatokat deríti fel.
A kultúra leírásakor a következő jellemzők használatosak: egyéni függetlenség, szerkezet (szervezeti felépülés), támogatási rendszer, azonulási mértékek, teljesítményarányos jutalmazás, konfliktus- és kockázati tűrőképesség (egyéni és szervezeti szinten).

## Kulturális váltás
A gyenge szervezeti kultúrákat befelé fordulás, rövid-távú gondolkodás, erkölcsi problémák, következetlenség, érzelmi kitörések, „klikkelés” (zárt szubkultúrák) a klikkek közötti hadviselés és elitizmus jellemzi. A kulturális váltás egy meglehetősen összetett, gyakran fájdalmas, de minden esetben hosszantartó (6-10 év) folyamat, mégis bizonyos helyzetekben szükségessé válhat, hogy nagy következetességgel a szervezet kialakult kultúráját a vezetés tudatosan megváltoztassa. Ilyen helyzetek alakulhatnak ki, mikor a szervezet értékrendje a megjelölt céllal nem egyeztethető össze (például korrupció elleni harc), a kialakult paradigmák a piaci versenyben hátrányt jelentenek, a szervezet teljesítőképessége elégtelennek bizonyul, vállalati összevonások esetében, vagy ha a cég növekedési problémákkal küzd (a fejlődés és szétrobbanás ciklusok a rendszerdinamika egyik legfontosabb területe).

### A szervezeti változással kapcsolatos döntések
Minden szervezeten belüli változásnak megvannak az erősségei és gyengeségei, éppen ezért a szervezetnek különböző szituációkban egyik vagy másik típus mellett kell döntenie. Négy kategóriát különböztetünk meg, amik a szervezeti változás mértékétől függnek:
1. javító: egy adott, nap mint nap előforduló probléma kezelése (pl. munkaszervezési okokból adódóan az alkalmazottakat másik területre kell helyezni)
2. fejlesztő: a meglévő rendszer megváltoztatása (pl. pénzügyi kontroll területén kell bevezetni új módszereket)
3. átmeneti változást kezelő: adott a változás végcélja és ezt kell monitoroznia egy kontrollcsoportnak
4. transzformáció kezelése: a folyamatos szervezeti megújulás alapja. A szervezet mindig alakul és nyitott a változ(tat)ásokra.

Lényeges, hogy a szervezet dolgozói az összes lehetséges változási mértékre és változási típusra legyenek felkészülve.

### A sikeres tervezett változtatás jellemzői
A szervezeti változás mindig a szervezet fennmaradásának és sikerességének szempontjából lényeges. Nem a munkavállalók érdekei az elsődlegesek, így ők sokszor elveszítik munkahelyüket vagy más negatív következményt élnek meg a szervezeti átalakítás után (pl.: munkakör megváltozása, hatalom megváltozása). A szervezeti átalakítás szüksége menedzselési feladat és probléma, a vezetéstudomány ezzel igen részletesen foglalkozik. A javasolt, ill. elfogadott eljárás a következő szakaszokra tagolja a vezetői tevékenységet:

#### Kurt Lewin felosztása
1. Felolvasztás: az egyének (a vezetők) felismerik és elfogadják a változtatás szükségességét. A alkalmazottaknak be kell látniuk, hogy a változtatásra szükség van. Ebben az esetben az alkalmazottak informálása a legfontosabb feladat.
2. Változtatás: a régi helyzetet az új váltja fel. Fontos ebben a szakaszban, hogy megfelelő logisztikai szervezéssel párosuljon, mely hatására a legkevesebb kellemetlenséggel jár az új helyzet felállítása. Sokszor a változtatást egy kis területen végzi el a szervezet (pilot változtatás), így sokat tanulhat és felkészülhet a tényleges változásra.
3. Újrafagyasztás: az új rendszer kiépülése, az új feladatok rutinná válása. Szokták ezt a fázist a változás institucionalizációjának is hívni. Az alkalmazottak elfogadják az új  rendszert és megváltoztatják viselkedésüket, ami idővel rutinná alakul. Ebben a szakaszban szilárdul meg a szervezeti változás.

#### Kotter felosztása
1. Fel kell ismerni változtatások szükségességét: Ide tartozik a piac és a konkurens szervezetek folyamatos ellenőrzése, figyelése. Fel kell ismerni a helyzetet és meg kell tárgyalni a krízist és a megoldások lehetőségét a többi vezetővel.
2. A változás levezetéséhez a megfelelő koalíciót kialakítása: Összeállítani egy csoportot, melynek elegendő ereje van, hogy bevezesse a változást
3. Kialakítani egy víziót és stratégiát: Egy olyan víziót kell kialakítani, mely segíti a változást az egész szervezetben. Fontos egy olyan stratégia kialakítása, mely reális terveket tartalmaz a vízió eléréséhez.
4. Kommunikálni a változás vízióját: Folyamatosan kell az összes lehetséges csatorna felhasználásával kommunikálni a változás vízióját és a stratégiát. A változást kivitelező csoportnak példát kell mutatnia viselkedésével
5. Felhatalmazni az alkalmazottakat széles körre kiterjedő viselkedésre: Fontos, hogy a kockázatvállaló viselkedést támogassa szervezet.
6. Rövid távú célok előidézés: Rövid távú célokat kitűzni és megjutalmazni azokat, akik elérik ezeket.
7. Megszilárdítani a változást és újabb változásokat indukálni: Felbérelni, előléptetni és fejleszteni olyan embereket, akik kivitelezik a változást. Olyan feladatokat és projekteket kialakítani, melyeket az új rendszerben lehet megvalósítani.
8. Megszilárdítani az új rendszert a szervezeti kultúrában: Kiemelve kommunikálni az új rendszer és a szervezeti siker kapcsolatát és k[1] ifejleszteni eszközöket, melyekkel a vezetőség fejlődését és a siker fenntartását lehet elérni.

### Egyéni viselkedés
A kulturális váltás nagy nehézsége abból adódik, hogy a katasztrofális helyzetek kivételével (például világháború, vagy valami természeti csapás) a változás csak az egyénekben végbemenő személyes belső átalakuláson keresztül érhető el, ami mindannyiunk tapasztalatai szerint meglehetősen nagy akadállyal néz szemben, amit egyszerűen csak „ÉN”-nek hívnak. Az egyénre külsőleg erőltetett kényszer gyakran töréshez vezet, ami a szervezet belső légkörét mérgezve sokszor kulcsfontosságú személyek elvesztéséhez (rosszabb esetekben a konkurenciához való átpártolás útján) vezethet. Ezért az egyéni viselkedéssel kapcsolatban fontos kutatások folynak. 
Az egyéni viselkedést a helyzet vagy környezet és a személyiség kölcsönhatásából származó látható következményekként értelmezhetjük. Tehát az aktuális viselkedés a tartós, mély személyiségi jegyek és tanult technikák által meghatározott személyiségnek az adott helyzetre való reagálása. A helyzet ebben az értelemben sajnos egy szubjektív fogalom, ugyanis annak objektivitását felülbírálja a pillanatnyi elvárásoknak, és kényszereknek egyéni értékelése. Ezzel a problémával a viselkedéstudomány, a pszichológia egyik ága foglalkozik. A kutatások megállapították, hogy bizonyos ingerek különböző emberekből különböző viselkedéseket válthat ki, míg más ingerek sok emberre hasonlóan hatnak, s a probléma összetettségét csak növeli az a tény, hogy gyakran ugyanazt a viselkedést különböző emberekből különböző ingerek váltják ki. A vezető e téren való jártassága változtatásainak hatékonyságát nagymértékben elősegítheti, így gyakran vesznek igénybe ilyen szolgáltatásokat, mások pedig ezek alapján vezetéselméleteket dolgoznak ki. Mindenesetre, az egyén személyiség változására használható külső kényszernek a csoport normák tekinthető, mely az általános normák mellett, az egyéni normákat is hatékonyan alakíthatja (beilleszkedés útján). Ezt a folyamatot az attitűdnek nevezett egyéni hozzáállás határozza meg, azaz segítheti, vagy gátolhatja azt. Az attitűd egy tanult tulajdonság, mely a viselkedést előre láthatóvá teszi, azaz megbízhatóságot ad és megmagyarázza hogy miért látjuk a világot olyannak amilyen. A szakirodalom az attitűd érzelmileg való értékelés (affective), tárgyi és személyi ismeretek (cognitive) és a vágyra, elhatározásra és küzdelemre is vonatkozó viselkedési szándékok (conative) oldait különbözteti meg.